# Geneviève Thibault de Chambure
Pour les articles homonymes, voir Chambure.
Geneviève Pelletier de Chambure (née Thibault le 20 mai 1902 à Neuilly-sur-Seine et morte le 31 août 1975 à Strasbourg) est une musicologue française spécialiste des XVe et XVIe siècles. Elle a également constitué une collection d'instruments de musique (800 pièces uniques) et de partitions anciennes considérable, lesquelles sont aujourd’hui respectivement conservées au musée de la Musique et à la Bibliothèque nationale de France.

## Biographie
Fille de l'avocat Charles Thibault (1867-1927), un grand bourgeois boursicoteur et collectionneur de mobilier et d’objets d’arts anciens, et de Thérèse Lazard, présidente de la Croix-Rouge de Neuilly-sur-Seine, et petite-fille d'Elie II Lazard (1833-1897), cofondateur de la Banque Lazard, elle épouse en 1931 le comte Hubert Pelletier de Chambure (1903-1953), planteur d’hévéas en Indochine et éleveur de galopeurs, fils d'Auguste de Chambure (1865-1943), propriétaire de L'Argus de la presse, et frère d'Élisabeth de Rothschild). Le couple a six enfants, dont la joueuse de tennis Béatrice de Chambure, épouse de François a'Weng.
Élève de Lazare-Lévy pour le piano, elle apprend l’harmonie auprès d’Eugène Cools et la fugue et l’orgue avec Nadia Boulanger (1887-1979).
Dès l’âge de 18 ans, elle commence a rassembler une collection de partitions anciennes et d'instruments anciens très étendue, avec l’intention de retrouver les sonorités d’autrefois et d’en faire profiter un public sans cesse croissant par la tenue de deux concerts annuels, l’un de musique religieuse, l’autre de musique profane. Ce seront les débuts de la Société de Musique d’Autrefois, cofondée en 1925 et qui mourra en même temps que sa fondatrice. Chez le commandant Le Cerf, un collectionneur d’instruments dont, à la mort duquel en 1930, elle achètera toute la collection, Geneviève Thibault se lie à la claveciniste Wanda Landowska (1879-1959), la compositrice Germaine Tailleferre (1892-1983), le chef d’orchestre Roger Désormière (1898-1963).
Geneviève Thibault fait restaurer ses instruments, lesquels sont conservés dans l’hôtel particulier familial, de manière qu’ils puissent être utilisés. Elle n’hésite pas à les prêter dans le monde entier aux premiers « baroqueux », dont notamment William Christie, Jordi Savall et Mildred Clary. A l’occasion de nombreux voyages en Extrême-Orient, Geneviève Thibault enregistre toutes sortes de musiques et, sous l’égide du CNRS, constitue, toujours dans son hôtel particulier de Neuilly, la première collection d’iconographie musicale.
Après être sortie diplômée de la Sorbonne en 1920, avec une thèse sur John Dowland, et de l'École pratique des hautes études en 1952, elle collabore entre autres à la publication de textes musicaux et de la revue les Annales musicologiques. Elle est aussi membre du conseil d’administration de la Revue de musicologie.
Dans les années suivant la Seconde Guerre mondiale, avec l’aide de Pierre Barbe, elle restaure avec un grand souci décoratif la propriété de famille des Chambure, le château de La Chaux, dans le Morvan, et le haras d’Etréham (Calvados) dont son mari vient de faire l’acquisition.
Sa spécialisation dans les instruments anciens lui vaut d'être nommée conservateur du Musée instrumental du Conservatoire de Paris de 1961 à 1973, et chevalier de la Légion d’honneur en 1968, année où elle est élue présidente de l’ICOM (Conseil international des musées). La même année, elle fonde l’Association internationale des collections d’instruments de musique.
Elle est l’auteur d’un certain nombre d'études, seule ou en collaboration, comme spécialiste de la musique du XVe siècle et du XVIe siècle.
De 1967 à 1970, Geneviève Thibault assure la présidence de la Société française de musicologie.
La partie la plus remarquable de sa collection a fait l'objet d'une dation à la Bibliothèque nationale et au Musée instrumental du Conservatoire de Paris (c'est-à-dire un legs en paiement des droits de succession).
Les quelque six mille livres musicaux les moins intéressants sont dispersés lors de quatre ventes publiques parisiennes, les 26 mai 1993, 5 avril 1995, 31 janvier 1996 et 25 mars 1997.

## Famille
Issue d’une famille de l’ancienne bourgeoisie bourguignonne d’origine marchande, laquelle s’attache de père en fils, dès le XVIIe siècle, à l’abbaye royale de Moutiers-Saint-Jean (Côte d’Or), où ses membres se vouent aux professions médicales ou de judicature, Geneviève Thibault descend de François Thibault (mort en 1711), conseiller et procureur du Roy, lequel enregistre ses armes en 1696 (« de sinople à trois vannets1 d’argent, posés deux et un »).  
(1) vannet : simple coquillage côté creux (à distinguer de la coquille Saint-Jacques ou de la coquille Saint-Michel, lesquelles sont traditionnellement présentées côté plat).  

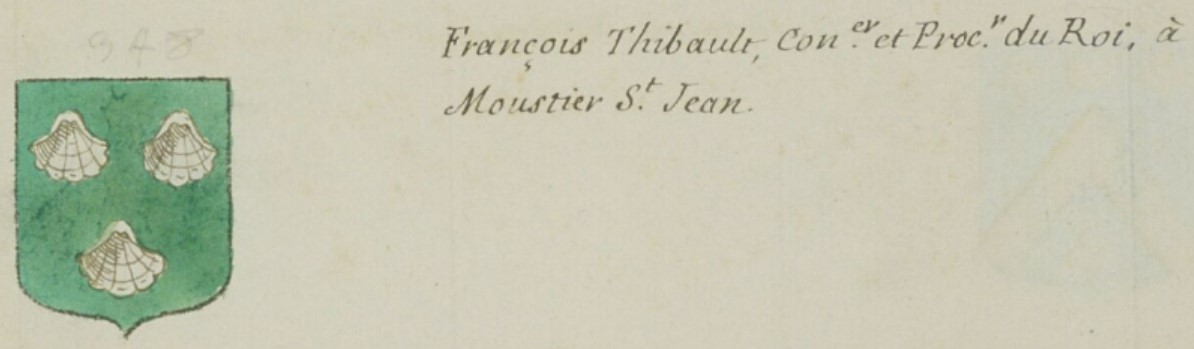
Armes enregistrées par François Thibault. Armorial général de France par Charles René d'Hozier (1696).

Tout au long des XVIII et XIXe siècles, les chirurgiens alternent avec les notaires, comme c’est le cas de l’arrière-grand-père paternel de la musicologue, Bénigne Théodore Thibault (1785-1852), notaire royal à Semur-en-Auxois (Côte d’Or), propriétaire forestier de l’Avallonais (Yonne), qui saura faire fortune en s’adonnant aux opérations de banque.

## Travaux (par ordre chronologique)
- Eugénie Droz et Geneviève Thibault, Poètes et musiciens du XVe siècle. Paris, impr. G. Jeanbin, 1924 (12 mars 1925). In-2°, 87 p. (Documents artistiques du XVe siècle, 1). Réédition : Slatkine, 1976.
- Geneviève Thibault, « Quelques chansons de Dufay », Revue de musicologie (août 1924), p. 97-102.
- Geneviève Thibault, « Un manuscrit de chansons françaises à la bibliothèque royale de La Haye, par G. Thibault », Gedenkboek aangeboden aan Dr. D. F. Scheurleer ('s-Gravenhage : M. Nijhoff, [1925]), p. 347-358.
- Eugénie Droz et Geneviève Thibault, « Un chansonnier de Philippe le Bon », Revue de musicologie (février 1926), p. 1-8.
- Trois chansonniers français du XVe siècle [édités par Eugénie Droz, Yvonne Rokseth et Geneviève Thibault]. Fascicule I [Chansonnier de Dijon no 517]. Paris : [E. Droz], 1927. In-2°, XVIII-127 p. (Documents artistiques du XVe siècle, 4). Réédition : Slatkine, 1976.
- Geneviève Thibault et Eugénie Droz, « Le Chansonnier de la bibliothèque royale de Copenhague », Revue de musicologie 8/21 (1927) p. 12-35.
- Geneviève Thibault, « Deux catalogues de libraires musicaux : Vincenti et Gardane (Venise 1591) », Revue de musicologie 10/32 (1929) p. 177-183 et 11/30 (1930), p. 7-18.
- Geneviève Thibault, « Les Amours de P. de Ronsard, mises en musique par Jehan de Maletty (1578) », Mélanges de musicologie offerts à M. Lionel de La Laurencie (Paris, : 1933), p. 61-72.
- Chansons au luth et airs de cour français du XVIe siècle, intr. de Lionel de La Laurencie, transcr. par Adrienne Mairy, commentaire et étude des sources par G. Thibault. Paris : E. Droz, 1934. (Publications de la Société française de musicologie).
- Geneviève Thibault, « Yvonne Rokseth [nécrologie] », Revue de musicologie 30 (1948), no 85-88, p. 76-90. Suivi de la bibliographie de son œuvre par François Lesure.
- Geneviève Thibault, « Antoine de Bertrand, musicien de Ronsard et ses amis toulousains », Mélanges offerts à M. Abel Lefranc (Paris : Droz, 1936), p. 282-300.
- Geneviève Thibault et Louis Perceau, Bibliographie des poésies de Ronsard mises en musique au XVIe siècle. Paris : Société française de Musicologie, 1941.
- Chansonnier de Jean de Montchenu : Bibliothèque nationale, Rothschild 2973 (I.5.13), édition de G. Thibault ; commentaires de David Fallows. Paris : Société française de musicologie, 1952. Partition, CXXIII-87 p., ill. (Publications de la Société française de musicologie, Ire série, 23). Réédité en 1991.
- Thèse sur la Chanson française et la musique instrumentale de 1450 à 1550 (avec André Pirro).
- François Lesure et Geneviève Thibault. « Bibliographie des éditions musicales publiées par Nicolas Du Chemin (1549-1576) », Annales musicologiques 1 (1953) p. 269-373 + supplément, second supplément (1958-1963)p.403-406
- Geneviève Thibault, « Musique et poésie en France au XVIe siècle avant les "Amours" de Ronsard », Musique et poésie au XVIe siècle, Paris, 30 juin-4 juillet 1953 (Paris : Éditions du CNRS, 1954), p. 79-88.
- François Lesure et Geneviève Thibault. Bibliographie des éditions d'Adrian Le Roy et Robert Ballard (1551-1598). Paris : Société française de musicologie, 1955.
- Geneviève Thibault, « Le Concert instrumental dans l'art flamand au XVe siècle et au début du XVIe s. », La Renaissance dans les provinces du Nord..., Paris, 1956 (Paris : Éditions du CNRS, 1956), p. 197-206.
- Geneviève Thibault, « Notes sur quelques chansons normandes du manuscrit de Bayeux », La Musique et les musiciens en Normandie. Mélanges du XIIe du XVIIe siècle... éd. Norbert Dufourcq (Rouen : Association d'études normandes, 1957) p. 4-6.
- Geneviève Thibault, « Le XVe siècle », Précis de musicologie... publié sous la direction de Jacques Chailley... (Paris : 1958), p. 152-190.
- Geneviève Thibault, « Un manuscrit italien pour luth des premières années du XVIe siècle », Le Luth et sa musique... (Paris: 1958), p. 43-76. 2e édition revue et corrigée, in Colloques internationaux du Centre national de la recherche scientifique, Neuilly-sur-Seine, 10-14 septembre 1957, Editions du CNRS, Paris, 1976, p. 43-76.
- Geneviève Thibault, « La Musique instrumentale au XVIe siècle : Italie, Allemagne, France », Encyclopédie de la Pléiade, 9 : Histoire de la musique, sous la direction de Roland-Manuel, vol I (Paris : Gallimard, 1960), p. 1196-1336.
- Geneviève Thibault, « La Chanson française au XVe siècle, de Dufay à Josquin des Prés (1420 à 1480) », Idem, p. 890-944.
- Geneviève Thibault, « Les Collections privées de livres et d’instruments de musique d’autrefois et d’aujourd’hui », Music Libraries and instruments (Hinrichsen’s Eleventh music book), Londres, 1961, p. 450-463.
- Geneviève Thibault, « L'ornementation dans la musique profane au Moyen Âge », International musicological society - Internationale Gesellschaft für Musikwissenschaft - Société internationale de musicologie. Report of the eighth congress, New York, 1961, edited by Jan Larue. Volume I (Kassel, etc. : Bärenreiter, 1961-1962), p. 166-171.
- Geneviève Thibault, « Le XVe siècle franco-allemand », La Musique légère et la musique à danser (Revue musicale, no 255), 1962, p. 53-56.
- Geneviève Thibault, « Les Instruments en Europe occidentale. Moyen Âge et Renaissance, XVIIe et XVIIIe s., La Musique. Les hommes, les instruments, les œuvres, I, Paris, Larousse, 1965, p. 63-81, 208-224 (en collab. Avec H. Charnassé, S. Milliot, J. Ricci, M. Sanvoisin).
- Geneviève Thibault, « Le "Te Deum" de Lalande : minutage de l'époque », Association internationale des bibliothèques musicales... Septième congrès international des bibliothèques musicales, Dijon, 1er-6 juillet 1965. Actes du congrès..., (Kassel, [1966]), p. 162-165.
- Geneviève Thibault (et d’autres), « A la Société de Musique d’Autrefois », Roger Désormière et son temps, Editions du Rocher, Monaco, 1966, p. 66-74.
- Geneviève Thibault, « Recherches effectuées au Musée instrumental du Conservatoire de Paris [avec des sonagrammes de flûtes à bec] », Idem, p. 209-212.
- Geneviève Thibault, « Note sur une édition inconnue de Clérambault », Revue de musicologie 52 (1966), p. 210-211.
- François Lesure et Geneviève Thibault, « La Méthode de mandoline de Michel Corrette (1772) », Fontes artis musicae, 1966/1 : Mélanges offerts à Vladimir Fedorov, p. 72-76.
- Geneviève Thibault, Préface à Roger Bragard et F. J. de Hen, Les Instruments de musique dans l’art et l’histoire, Bruxelles, A. de Visscher, 1967 (éd. angl., London et New York, 1968).
- Preservation and restoration of musical instruments : provisional recommendations, ed. Alfred Berner, J. H. Van der Meer and Geneviève Thibault, with the coll. of Norman Brommelle. International Council of museums ; London : Evelyn, Adams and Mackay, 1967. (Reports and papers on museums ; 2).
- Geneviève Thibault, « Un rapport français inédit sur l'Empire Ottoman en 1756 », Journal asiatique 258 (1970), pp. 319-370.
- Geneviève Thibault, « Emblèmes et devises des Visconti dans les œuvres musicales du trecento », L'Ars nova italiana del trecento : secondo convegno internazionale 17-22 Iuglio 1969 (Certaldo : Centro di Studi, 1970), p. 131-160.
- Geneviève Thibault, « The restoration of harpsichords at the Paris Musée instrumental du Conservatoire national supérieur de musique », Studia musico-museologica, Nuremberg, Germanishes Nationalmuseum, 1970, p. 113-116.
- Geneviève Thibault, « Les Clavecins et épinettes des Ruckers au Musée instrumental du Conservatoire national supérieur de musique », Colloquium Restauratieproblemen van Antwerpse klavecimbels, Anvers, 1971, p. 77-85.
- Geneviève Thibault, « L’oratoire du château de Montreuil-Bellay. Ses anges musiciens, son motet polyphonique », Memorie e contributi… offerti a Federico Ghisi (Quadrivium, XII, 1971), Florence [1975], p. 209-224.
- Geneviève Thibault, « De la vogue des instruments à clavier anversois à Paris au XVIIIe siècle », La Vie musicale à Anvers au siècle de Granvelle : [catalogue d'exposition], Musée Granvelle, Besançon, 1er au 30 septembre 1972, Hôtel de Sully, Paris, 9 octobre au 15 novembre 1972 (S.l. : s.n., 1972).
- Eighteenth century musical instruments, France and Britain = Les instruments de musique au XVIIIe siècle, France et Grande Bretagne [catalogue d'exposition : Londres, Victoria and Albert Museum ; Paris ; Lyon ; Strasbourg...], éd. Geneviève Thibault, Jean Jenkins, Josiane Bran-Ricci. London : H.M.'s Stationery office, 1973.
- Geneviève Thibault, « L'interprétation, sur les clavecins anciens, de la musique française des XVIIe et XVIIIe siècles », L'interprétation de la musique française aux XVIIe et XVIIIe siècles. Colloque international, Paris, 20-26 octobre 1969., Paris : CNRS, 1974, p. 197-202.
- Geneviève Thibault, « Marc Pincherle (1888-1974) [nécrologie] » [suivie par une bibliographie de ses travaux par Jean Gribenski], Revue de musicologie 61/2 (1975) p. 169-196.
- Geneviève Thibault, Avant Propos à Gerle (Hans), « Tablature pour les luths… I. Préludes », Paris, C. N. R. S., 1975, p. v-vi.
- Geneviève Thibault, « Le Chansonnier Nivelle de la Chaussée », Annales musicologiques : Moyen âge et Renaissance 7 (1964-1977), p. 11-16. [Ce dernier fascicule des Annales musicologiques était dédié À la mémoire de Geneviève Thibault (1902-1975), fondatrice de la Société de musique d'autrefois].
- Geneviève Thibault, « Instrumental Transcriptions of Josquin’s French Chansons », Reprinted from Josquin des Prez Proceedings of the International Josquin Festival-Conference, London, Oxford University Press, 1977.
- Geneviève Thibault et G. Dottin, « Antoine Brumel v. 1460+v. 1520 », Dictionnaire de la Musique publié sous la direction de Marc Honegger. Bordas éditeur, Paris, 1986, p.151.

#### Sur sa vie
- « Bibliographie des travaux de G. Thibault », Annales musicologiques 7 (1964-1977), p. 7-9.
- Gaston Palewski, « [Nécrologie de G. Thibault] », La Nouvelle Revue des deux mondes, octobre 1975, p. 124-125.
- A. Pomme de Mirimonde, « [Nécrologie de G. Thibault] », Supplément à la Gazette des Beaux-Arts 1284 (janvier 1976), p. 35-36.
- Georges Rivière et Josiane Bran-Ricci, Geneviève Thibault, comtesse Hubert de Chambure : une vie au service de la musique. Paris : Société des amis du musée instrumental du Conservatoire national supérieur de musique, 1981. 12 p.
- Nanie Bridgman, « Geneviève Thibault, comtesse de Chambure (20 mai 1902-31 août 1975) [Nécrologie] », Revue de musicologie 62 (1976), p. 195-203.
- Tilman Seebass, De l'image à l'objet : la méthode critique en iconographie musicale. Colloque international, Paris, Collège de France, 4-7 septembre 1985. In memoriam Geneviève Thibault de Chambure (1902-1975), Imago musicae 4 (1987). Contenu détaillé sur le site web de la Société française de musicologie.
- Florence Gétreau (dir.), Instrumentistes et luthiers parisiens XVIIe – XIXe siècles, Paris : Délégation à l’action artistique de la Ville de Paris, 1988 (voir p. 40).
- Florence Gétreau, Images du patrimoine : collectionneurs d’instruments anciens et ensembles de musique ancienne en France (1850-1950), Paris, 1991 (voir p. 40).
- Jean-Baptiste Minnaert, Pierre Barbe architectures, Liège : Mardage et Paris : Institut français d’architecture, 1991 (voir p. 12, 13, 60, 82 et 85).
- Martial Leroux (dir.), Histoires musicales des Hauts-de-Seine. Châtillon : La Couronne d’Euterpe, 1993 (voir p. 301-302).
- Florence Gétreau, Aux origines du musée de la Musique : les collections Instrumentales du Conservatoire de Paris 1793-1993. Paris : Éditions Klincksieck et Réunion des musées nationaux, 1996 (voir p. 157-168).
- Doda Conrad, Dodascalies : ma Chronique du XXe siècle. Arles : Actes Sud, 1997 (voir p. 317, 381, 404-409).
- Catherine Massip et Florence Gétreau, « Les collections Henry Prunières et Geneviève Thibault de Chambure : formation, composition, interaction, valorisation », Collectionner la musique : histoires d'une passion, éd. Catherine Massip, Denis Herlin, Dinko Fabris et Jean Duron (Turnhout : Brepols, 2011), p. 217-256.
- Jean Jenkins, « Deuil : Mme de Chambure », Nouvelles de l’ICOM, bulletin trimestriel 28/2 (1975).
- Tran van Khe, « Une grande dame de la musicologie », Bulletin du Centre d’Études de Musique Orientale (CEMO) 16/17 (1976), p. 27 sq.

- Denis Herlin, Catherine Massip, Jean Duron & Dinko Fabris (sous la direction de), vol. 1 Collectionner la musique : Histoires d’une passion, Brepols, 2010 (voir p. 217, 223-225, 238-242, 244, 246-250)
- Jean-Yves Tadié, L’Autre côté du temps. Plon, 2024, p. 40.
- William Christie, Cultiver l’émotion. Actes Sud, 2021, p. 20, 26.

#### Catalogues des ventes et dations
- Musiques anciennes : instruments et partitions (XVIe – XVIIIe siècles) [catalogue de l'exposition à la Bibliothèque nationale [6 novembre - 6 décembre] 1980 organisée par la Bibliothèque nationale et le Musée instrumental du Conservatoire national supérieur de musique, rédigé par Josiane Bran-Ricci, Florence Abondance, Catherine Massip et François Lesure ; préface de Jean-Philippe Lecat]. - Paris : Bibliothèque nationale, 1980. 107 p., ill.
- Bibliothèque musicale de la comtesse de Chambure : théorie musicale, arts du spectacle, danse, ballet, opéra : [1re] vente, Paris, Nouveau Drouot, salles 5 et 6, 26 mai 1993, commissaires-priseurs, Mes Ader, Tajan, Boisgirard et Loudmer. - Paris : P. Berès, 1993.
- Bibliothèque musicale de la comtesse de Chambure : deuxième vente : musique instrumentale, opéra, chants profanes, musique religieuse, cantates : vente aux enchères publiques le 5 avril 1995... Hôtel Drouot, salle 2, Paris. - Paris : Hôtel Drouot, 1995.
- Bibliothèque musicale de la comtesse de Chambure : troisième vente : manuscrits : musique religieuse, opéra, cantates, chants profanes, musique instrumentale : vente, Paris, Hôtel Drouot, salle 3, 31 janvier 1996, [commissaire-priseur, Me Rémi Ader]. - Paris : Hôtel Drouot, 1996.
- Bibliothèque musicale de la comtesse de Chambure : quatrième vente : musique instrumentale et vocale, opéras, ballets, danse, musique religieuse, cantates, motets, airs de cour, chansons profanes et bachiques [vente, Paris, Drouot-Richelieu, salle 12, 25 mars 1997, commissaire-priseur, Me Rémi Ader]. - Paris : P. Berès, 1997.
- Rare printed and manuscript music including items from the collections of professor Franklin Zimmermann and Geneviève Thibault, comtesse de Chambure. - Great Barrington (MA) : J. & J. Lubrano, 1993. 54 p. : ill.
- Mobilier du château de L. : collection de la comtesse Hubert de Chambure : vente, Paris, Drouot-Richelieu, 4 juin 1997, commissaire-priseur, Me François de Ricqlès. Paris : R. Millet, R. Lepic et A. Nazare-Aga ; Marseille : T. Samuel-Weiss, 1997. 73 p., ill.
- Bibliothèque du château de La Chaux. Vente sur place Dimanche 26 avril [2015], commissaires-priseurs Damien Leclère & Delphine Martin-Orts. 156 p., ill.